# Освіта дорослих
Осві́та доро́слих — це практика навчання і виховання дорослих, набуття ними нових навичок, умінь та знань пов'язана з новим працевлаштуванням чи з іншого роду зміною діяльності. Здійснення освітньо-інформаційної діяльності відбувається в межах та поза межами загальної середньої, професійно-технічної, вищої та післядипломної освіти.
Система освіти дорослих — це сукупність закладів і установ формальної (загальноосвітні та професійні навчальні заклади) та неформальної освіти дорослих (учнівство на робочому місці, різноманітні курси для здобуття нової спеціальності і задоволення пізнавальних, соціальних потреб), наукових, науково-методичних, методичних установ, науково-виробничих підприємств, інформаційних служб, інших юридичних та фізичних осіб, які мають право на надання освітніх послуг, а також державних і місцевих органів управління освітою та самоврядування.

## Світовий досвід
Європейська Комісія об'єднує різні освітні й навчальні ініціативи в єдину «Програму навчання протягом життя» (англ. Lifelong Learning Programme). Ця програма прийшла на зміну програмам професійного та дистанційного навчання, що існували до 2006 року. Навчання протягом життя ставить за мету зростання інвестицій у людей та їх знання шляхом набуття людьми основних навичок, включаючи цифрову грамотність і розширення можливості для інноваційної, більш гнучкої форми навчання. Метою також є забезпечення людей будь-якого віку рівним і відкритим доступом до якісного навчання. Навчання протягом життя охоплює все цілеспрямоване навчання, формальне чи неформальне, з метою розширення знань, поліпшення навичок і компетентності. Рада Європи затвердила навчання протягом життя як один з основних компонентів європейської соціальної моделі. Таке навчання не обмежується лише сферою освіти; воно також є критичним чинником у сферах зайнятості й соціального забезпечення, економічного зростання і конкурентоспроможності. Європейська стратегія зайнятості (англ. European employment strategy), погоджена 22 липня 2003 р., визначила керівні принципи політики розвитку навчання протягом життя. Ці керівні принципи закликають країни ЄС звернути увагу на дефіцит робочої сили з відповідними навичками і заохочують їх здійснювати всебічні стратегії навчання протягом життя, щоб озброїти громадян навичками, необхідними у сучасній економіці. Керівні принципи визначають необхідність збільшення інвестицій в людські ресурси, особливо через навчання дорослих підприємствами. Стан розвитку освіти протягом життя постійно перебуває в центрі уваги різноманітних європейський інститутів. Зокрема, регулярно проводяться відповідні статистичні дослідження. В одному з останніх цільова група для отримання статистичних даних щодо навчання протягом життя включає людей у віці між 25 і 64 роками і обмежується періодом чотирьох тижнів перед опитуванням.

## Мета
Метою діяльності системи освіти дорослих є реалізація права особи на освіту впродовж життя, залучення її до професійного та громадського життя шляхом надання необхідного для цього рівня грамотності. Провідними типами освіти дорослих є:
- Загальна (здобуття загальної грамотності або її підвищення);
- Професійна (набуття нових професійних компетенцій або їх підвищення);
- Корективна (вивчення державної мови, набуття навичок цивільного спілкування тощо).

## Завдання
До основних завдань системи освіти дорослих відносять: задоволення потреб особистості в інтелектуальному, культурному і духовному розвитку через отримання неперервної освіти; формування в осіб, які навчаються, громадянської позиції, здатності до праці й життя в умовах сучасної цивілізації, її демократичного розвитку; збереження та примноження моральних, культурних, наукових цінностей суспільства; поширення знань серед населення; підвищення його культурного та освітнього рівня.

## Функції
- Адаптивна — пристосування до нових вимог життя в суспільстві, що динамічно змінюється;
- Компенсуюча — відтворення освітніх можливостей, які раніше були відсутні або втрачені;
- Розвивальна — збагачення діяльнісних можливостей людини та її духовного світу;
- Аналітична — дослідження й аналіз чинників, що впливають на потребу громадян у неперервній освіті;
- Перетворювальна — зміна освітнього та освітньо-кваліфікаційного рівня особи впродовж життя, а також інтелектуального та культурного рівня суспільства;
- Прогностична — наукове передбачення розвитку особи й суспільства;
- Комунікативна — передавання соціального досвіду від покоління до покоління;
- Заохочувальна — стимулювання освітніх потреб людини.

## Форми здобуття
Формами здобуття освіти дорослих є:
- Очна (денна, вечірня)
- Заочна
- Екстернатна
- Дистанційна;

## Інші форми
- Педагогічний патронаж — навчання осіб з особливими соціальними потребами;
- Самоосвіта, інформальна освіта — освіта через засвоєння освітніх програм при мінімальній організації освітнього процесу або без керівництва цим процесом з боку педагогічних працівників;
- Безперервне навчання — процес росту освітнього потенціалу особистості протягом життя
- Комбінована — передбачає інтеграцію різних форм або їх окремих елементів.
- Підготовка в межах підприємств — Проведення запрошеними або внутрішніми спеціалістами підвищення професійної майстерності штату (підготовка до роботи із специфізним програмним забезпеченням, вивчення іноземних мов і т. ін.).
- Всі види навчання по радіо та телебаченню, а також заочне навчання
- Навчання релігійного характеру (семінарії, недільні школи тощо)
- Навчання у виправних установах — частина з заходів реабілітаційної політики, особливо в підліткових виправних установах

## Міжнародна програма з оцінки компетентностей дорослих
З метою оцінки, моніторингу і аналізу рівня професійних навичок та їх розподілу серед дорослого населення, відслідковування розвитку ключових аспектів людського капіталу в своїх країнах, а також більш чіткого розуміння, яким чином національні системи освіти можуть сприяти підвищенню професійних навичок і компетентностей населення Організацією економічного співробітництва і розвитку — ОЕСР (Organisation for Economic Cooperation and Development) в консорціумі з провідними міжнародними науковими організаціями реалізує Міжнародну програму з оцінки компетентностей дорослих (PIAAC).

## Післядипломна освіта
Одним з основних складників освіти дорослих післядипломна освіта, спрямована на набуття особами нових компетентностей і вдосконалення наявних, здобуття нових знань, навичок, вмінь необхідних для професійного або особистісного розвитку.

## Економічна діяльність
Вид економічної діяльності, що входить до класу «Освіта». Згідно з визначенням КВЕД, під «освітою дорослих» розуміємо освіту для тих, хто не навчається у системі регулярної середньої чи вищої освіти.